# Uriminzokkiri
Uriminzokkiri (우리민족끼리, durch unser Volk selbst) ist der 2010 gegründete Onlinedienst des Komitees für die friedliche Wiedervereinigung Koreas, einer von der nordkoreanischen Partei der Arbeit unterhaltenen Organisation. Uriminzokkiri verbreitet über die eigene Website sowie über ein YouTube-, Twitter- und Flickr-Konto Artikel, Videobeiträge und Bilder nordkoreanischer Medien (Korean Central News Agency, Koreanisches Zentralfernsehen) auf Koreanisch, Englisch, Chinesisch, Japanisch und Russisch. Die Website wird in Shenyang, China, gehostet.
Uriminzokkiri gibt eine friedliche Wiedervereinigung Koreas als Ziel an. 
Auf Anweisung der südkoreanischen Regierung ist die Website in Südkorea blockiert.